# Кристоферсен, Петер
Пе́тер Кристо́ферсен (норв. Peter Christophersen, в Аргентине его называли «дон Пе́дро»; 28 мая 1845, Тёнсберг — 19 августа 1930, Буэнос-Айрес) — аргентинский дипломат, землевладелец и бизнесмен норвежского происхождения. Более всего известен спонсорской поддержкой антарктической экспедиции Руаля Амундсена.
Родился и вырос в Тёнсберге, где получил образование. В 1865—1871 годах жил в Кадисе, где работал в судовой конторе. В 1871 году переехал в Аргентину, где занимался сдачей морских судов в аренду. В провинции Мендоса он основал норвежскую колонию — город Карменса (исп. Carmensa). Благодаря удачному браку вошёл в состав элиты аргентинского общества. В период 1891—1908 годов являлся президентом фондовой биржи Буэнос-Айреса и торговой палаты, участвовал в государственных таможенной и портовой комиссиях, спонсировал строительство железной дороги. С 1871 года занимал пост шведско-норвежского вице-консула (в 1814—1905 годах Норвегия состояла в унии со Швецией), консул с 1874 года, с 1879 года — генеральный консул Швеции в Аргентине. С 1906 года занял должность чрезвычайного и полномочного посла Норвегии в Аргентине, Парагвае и Уругвае. Кроме того, в 1881—1902 годах он представлял интересы России в Аргентине (генеральный консул и поверенный в делах), в 1884—1902 годах — генеральный консул Дании в Аргентине.
Удостоен многих норвежских и зарубежных наград. В 1911 году награждён Большим крестом ордена св. Олафа, Орденом Полярной звезды (Швеция) и датским орденом Данеброг и т. д. В России награждён орденом св. Станислава 2-й степени и орденом св. Анны 2-й степени. Его награды выставлены в Музее Фрама в Осло.
Дон Педро Кристоферсен в 1927 году основал город Фрам в департаменте Итапуа в Парагвае, названный в честь знаменитого корабля.
Петер Кристоферсен известен тем, что частично профинансировал экспедицию Руаля Амундсена в Антарктику. Руаль Амундсен назвал в его честь гору в Трансантарктическом хребте, есть гора Кристоферсена на Земле Королевы Мод.